# Annabelle López Ochoa
Pour les articles homonymes, voir López et Ochoa.
Annabelle López Ochoa est une danseuse et chorégraphe belgo-colombienne née à Louvain le 30 avril 1973.

## Biographie
Elle étudie la danse au Stedelijk Instituut voor Ballet d'Anvers. Ses débuts professionnels se font au sein de deux compagnies allemandes, le « BW Gung Tanztheater » d'Ulm et le ballet du « Heidelberger Stadttheater », avant de rejoindre la compagnie de modern jazz hollandaise « Djazzex » en 1993.
En 1997, elle entre au Scapino Ballet Rotterdam et elle y restera pendant sept ans en tant que soliste. C'est en 2003 qu'elle interrompt sa carrière de danseuse pour se consacrer exclusivement à la chorégraphie.
Polyvalente, Annabelle López Ochoa crée des chorégraphies pour la danse et pour le théâtre ainsi que pour les créateurs de mode hollandais Viktor et Rolf. Elle collabore avec plusieurs scènes internationales, dont le ballet du Grand Théâtre de Genève, Le Dutch National Ballet, Scapino Ballet Rotterdam, Djazzex, Gran Canaria Ballet, Gothenburg Ballet, Pennsylvania Ballet, BalletX, Luna Negra Dance Company, Ballet Hispanico, Modern Dance Theater Ankara, Le Jeune Ballet du Québec, BJM-Danse Montreal, Le Ballet National de Marseille, Chemnitzer Ballet, Atlanta Ballet, Ballet Austin, Pacific Northwest Ballet, Whim W'Him, West Australian Ballet, Ballet Moscow, Ballet Manila, Ballet Nacional Chileno, Danza Contemporanea de Cuba, Ballet Nacional de Cuba, Ballet Saarbrucken, Finnish National Ballet, Grand Rapids Ballet, The Washington Ballet.
Elle réside actuellement aux Pays-Bas.

## Distinctions et récompenses
- 2001 : 3e prix du Concours international pour chorégraphes de Hanovre avec Clair/Obscur'
- 2002 : 1er prix et prix du public du Concours international des chorégraphes de la danse contemporaine de Bornem, avec Replay
- 2006 : finaliste du projet "Uncontainable" organisé par le Ballet Royal des Flandres
- 2013: "Meilleure chorégraphie classique" pour "Un tramway nommé désir" créé pour le Scottish Ballet, par le Cercle de la presse de National Dance Award UK.
- 2013: South Bank Sky Arts Award pour la production "Un tramway nommé désir" créé pour le Scottish Ballet.
- 2013: nomination pour un Olivier Award pour la production "Un tramway nommé désir" créé pour le Scottish Ballet.
- 2015: Premio Villanueva pour la piece "Sombrerisimo", créé pour le Ballet Hispanico de NYC.

## Chorégraphies
- Mourning Dove
- metAMORPHOsis
- Black Rain
- Nocturne
- Together Alone
- Zip Zap Zoom
- Solitaire
- Before After
- Clair/Obscur
- Graffiti
- Replay
- Lacrimosa
- Since
- IN<fusion>IN
- Satie
- Returning Points
- Requiem for a Rose
- Still@life
- Locked up Laura
- Nube Blanco
- L'Effleuré
- Frida